# Tainarys
Tainarys (лат.) — род мелких полужесткокрылых насекомых из семейства листоблошковых Aphalaridae. Включает около 15 видов.

## Распространение
Встречаются в основном в Неотропике.

## Описание
Мелкие полужесткокрылые насекомые (2—5 мм). Внешне похожи на цикадок, задние ноги прыгательные. Верхние покровы головы и грудной клетки грубо ямчатые. Голова сверху шире переднеспинки, равна ширине среднеспинки; в профиль клиновидная, наклонена примерно на 45° к продольной оси тела. Задний край головы прямой. Темя трапециевидное, его длина в 0,6—0,8 раза больше ширины, покрыта короткими щетинками, плоскими за пределами зубчатых ямок и вперед. наклонная передняя часть. Срединный шов хорошо развит. Щёки без отростков, покрыты волосками. По обе стороны от передней части и наличника с овальной вогнутостью. Усики 10-члениковые, короче ширины головы; на каждом из 4-х сегментов, на 4, 6, 8 и 9-м имеется по одному субапикальному ринарию; с 2 почти равными щетинками на вершине; членики жгутика с несколькими короткими щетинками. Наличник широко треугольной формы, прилегает к нижней стороне головы, слегка выпуклый. Два верхушечных губных сегмента в 0,3—0,4 раза длиннее ширины головы. Проплевриты прямоугольные, широкие, шов с развитой только одной дорсальной ветвью, эпимерон намного крупнее эпистерна.
Ноги короткие и толстые. Наружная вершина заднего бедра с широко закругленной лопастью. Голени задних ног в 0,5—0,7 раза длиннее ширины головы, без базального шипа, с короной из 6—8 равных апикальных шпор, все относительно короткие и одинаковой длины; базальный членик задних лапок с 2 чёрными шпорами. Передние крылья от овальных до ромбовидных, у самцов уже, чем у самок; имеется костальный разрыв и равномерно сужающаяся птеростигма; жилка C+Sc широкая, жилка Rs изогнута к переднему краю, жилка M1+2 сильно изогнута к переднему краю, ветви Cu1 длиннее ствола, анальная ячейка относительно широкая; жилки с двойными рядами щетинок, короче диаметра жилок; мембрана морщинистая полупрозрачная; поверхностные шипики слабые, присутствуют только в базальных частях крыла, радулярные шипики в ячейках m1+2, m3+4 и cu1a образуют широкие поля по краю крыла. Задние крылья немного короче передних, перепончатые, с жилкой R+M+Cu1, делящейся на жилки R и M+Cu1; костальные щетинки сгруппированы.

## Биология
Взрослые особи и нимфы питаются, высасывая сок растений. В основном связаны с растениями родов Астрониум, Haplorhus, Myracrodruon, Схинопсис и Шинус (Анакардиевые). Все виды Tainarys, по-видимому, являются олигофагами, вызывающими нерегулярные завитки листьев.

## Палеонтология
Один ископаемый вид найден в доминиканском янтаре: †Tainarys reposta (Klimaszewski, 1996). Первоначально он был описан под названием Vicinilura reposta.

## Систематика
Около 15 видов. Ранее включался в состав Calophyidae, затем перенесён в Aphalaridae. Род был впервые выделен в 1920 году, а его валидный статус несколько раз подтверждался, в том числе в ходе ревизии, проведённой в 2017 году. По данным филогенетического исследования (Burckhardt & Basset, 2000) род Tainarys близок к сестринской родовой группе Leurolophus+Notophyllura в составе подсемейства Rhinocolinae.
- Tainarys acuticauda Burckhardt & Lauterer, 1989[8]
- Tainarys aroeira Burckhardt & Queiroz, 2017[2]
- Tainarys atra Burckhardt & Queiroz, 2017[2]
- Tainarys didyma Burckhardt & Queiroz, 2017[2]
- Tainarys hapla Burckhardt & Queiroz, 2017[2]
- Tainarys inopinata (Burckhardt, 1989)[9]
- Tainarys lozadai Burckhardt & Queiroz, 2017[2]
- Tainarys maculipectus Burckhardt & Basset, 2000[4]
- Tainarys myracrodrui Burckhardt & Queiroz, 2017[2]
- Tainarys nigricornis Burckhardt & Queiroz, 2017[2]
- Tainarys orientalis Burckhardt & Queiroz, 2017[2]
- †Tainarys reposta (Klimaszewski, 1996)
- Tainarys schini Brèthes, 1920typus
- Tainarys sordida Burckhardt, 1987[2]
- Tainarys venata Burckhardt & Basset, 2000[4]